# Miniophyllodes
Miniophyllodes là một chi bướm đêm thuộc họ Noctuidae.